# Kolkuhoaivi
Kolkuhoaivi är ett berg i Finland. Det ligger i Enontekis i landskapet Lappland, i den norra delen av landet, 1 000 km norr om huvudstaden Helsingfors. Toppen på Kolkuhoaivi är 720 meter över havet.
Terrängen runt Kolkuhoaivi är huvudsakligen kuperad, men åt nordväst är den platt.  Trakten runt Kolkuhoaivi är nära nog obefolkad, med mindre än två invånare per kvadratkilometer. Närmaste större samhälle är Kilpisjärvi, 13,6 km nordväst om Kolkuhoaivi. Trakten runt Kolkuhoaivi består i huvudsak av gräsmarker.